# Марк Пакувий
Марк Паку́вий (лат. Marcus Pacuvius; родился, предположительно, около 220 года до н. э., Брундизий, Римская республика — умер 7 февраля 130 года до н. э., Тарент) — древнеримский поэт.

## Биография
Был племянником и учеником поэта Квинта Энния, другом Гая Лелия и, вероятно, Сципиона. Он был первым римским автором, который, работая для сцены, ограничивался исключительно серьёзными сюжетами. От его более, чем 12 трагедий до наших дней дошли значительные отрывки. Помимо того, Пакувий слагал сатиры, но о них имеются очень скудные сведения.
Небольшой объём литературной деятельности Пакувия объясняется тем, что он, вдобавок, занимался и живописью: Плиний Старший, живший спустя 200 лет после Марка, ещё застал в храме Геркулеса на forum boarium одну из художественных работ Пакувия. Известно, что в 80-летнем возрасте он ещё состязался на сцене с трагиком Акцием. Марк скончался в Таренте, куда переехал из Рима для поправления здоровья, на 90-м году жизни.
Произведения Пакувия имели большое влияние на развитие римской трагедии, так как и в выборе сюжетов, и в их обработке он проложил совершенно новые пути, в связи с чем Марк Туллий Цицерон называет Пакувия «величайшим трагиком Рима». Среди трагедий Пакувия наиболее знамениты «Тевкр», «Илион», «Антиопа», «Хрис», a также историческая драма «Павел».

## Источник
- Пакувий, Марк // Энциклопедический словарь Брокгауза и Ефрона : в 86 т. (82 т. и 4 доп.). — СПб., 1890—1907.